# Spicul Fălești
Spicul Fălești (rum. Fotbal Club Spicul Fălești) – mołdawski klub piłkarski z siedzibą w Fălești.

## Historia
Chronologia nazw:
- 1968: Cristalul Fălești (ros. «Кристалл» Фалешты)
- 1986: Stroitel Fălești (ros. «Строитель» Фалешты)
- 1988: Cristalul Fălești (ros. «Кристалл» Фалешты)
- 1995: Spicul Fălești
- 1998: klub rozwiązano

Drużyna piłkarska Cristalul Fălești została założona w mieście Fălești w 1968. W sezonie 1992 debiutował w Wyższej Lidze Mołdawii. W sezonie 1994/95 zajął ostatnie 14. miejsce i spadł do Divizia A. Potem zmienił nazwę na Spicul Fălești i kontynuował występy w Divizia A. W sezonie 1997/98 zajął ostatnie 14. miejsce i spadł do Divizia B. Jednak przed startem nowego sezonu klub wycofał się z rozgrywek.

## Sukcesy
- 11 miejsce w Divizia Națională: 1992, 1993/94
- 9 miejsce w Divizia A: 1996/97
- 1/16 finału Pucharu Mołdawii: 1996/97